# Huta Hotang
Huta Hotang is een bestuurslaag in het regentschap Samosir van de provincie Noord-Sumatra, Indonesië. Huta Hotang telt 816 inwoners (volkstelling 2010).